# Thể loại văn học
Thể loại văn học là một thể loại của sáng tác văn học.  
Các thể loại chung nhất trong văn học là (theo thứ tự thời gian gần đúng) sử thi, bi kịch, hài kịch, và sáng tạo phi hư cấu.    Tất cả các thể loại này đều có thể ở dạng văn xuôi hoặc thơ. Ngoài ra, một thể loại như châm biếm, ngụ ngôn hoặc mục vụ có thể xuất hiện trong bất kỳ mục nào ở trên, không chỉ dưới dạng một thể loại (xem bên dưới), mà là một hỗn hợp các thể loại. Cuối cùng, chúng được xác định bởi phong trào văn hóa chung của thời kỳ lịch sử mà chúng được sáng tác.
Thể loại không nên nhầm lẫn với các loại tuổi, theo đó văn học có thể được phân loại là cho người lớn, người trưởng thành trẻ tuổi hoặc trẻ em. Chúng cũng không giống như định dạng, chẳng hạn như tiểu thuyết đồ họa hoặc sách ảnh.

## Thể loại
Trong quá trình sáng tác, các nhà văn thường sử dụng những phương pháp chiếm lĩnh đời sống khác nhau, thể hiện những quan hệ thẩm mỹ khác nhau đối với hiện thực, có những cách thức xây dựng hình tượng khác nhau. Các phương thức ấy ứng với những hình thức hoạt động nhận thức khác nhau của con người – hoặc trầm tư, chiêm nghiệm, hoặc qua biến cố liên tục, hoặc qua xung đột,… làm cho tác phẩm văn học bao giờ cũng có sự thống nhất quy định lẫn nhau về các loại đề tài, cảm hứng, hình thức nhân vật, hình thức kết cấu và hình thức lời văn. Ví dụ : nhân vật kịch, kết cấu kịch, hành động kịch với lời văn kịch ; hoặc nhân vật trữ tình, kết cấu thơ trữ tình với lời thơ, luật thơ,… Người ta có thể tập hợp thành từng nhóm những tác phẩm văn học giống nhau về phương thức miêu tả và hình thức tồn tại chỉnh thể ấy. Đó là cơ sở khách quan của sự tồn tại thể loại văn học và cũng là điểm xuất phát để xây dựng nguyên tắc phân chia thể loại văn học.
Thể loại văn học trong bản chất phản ánh những khuynh hướng phát triển vững bền, vĩnh hằng của văn học, và các thể loại văn học tồn tại để gìn giữ, đổi mới thường xuyên các khuynh hướng ấy. Do đó mà thể loại văn học luôn luôn vừa mới, vừa cũ, vừa biến đổi, vừa ổn định.
Lí luận văn học dựa vào các yếu tố ổn định mà chia tác phẩm văn học thành các loại và các thể (hoặc thể loại, thể tài). Loại rộng hơn thể, thể nằm trong loại. Bất kì tác phẩm nào cũng thuộc một loại nhất định và quan trọng hơn là có một hình thức thểnào đó. Nhiều nhà nghiên cứu cho rằng có ba loại : tự sự , trữ tình và kịch.
Mỗi loại trên bao gồm một số thể. Ví dụ : loại tự sự có tiểu thuyết, truyện ngắn , truyện vừa, anh hùng ca, ngụ ngôn,… loại kịch có bi kịch, hài kịch, chính kịch,… Thể loại là dạng thức tồn tại chỉnh thể của tác phẩm. Cùng một loại nhưng các thể khác nhau rất sâu sắc. Ngoài đặc trưng của loại, các thể còn phân biệt nhau bởi hình thức lời văn (thơ và văn xuôi), dung lượng (truyện dài, truyện ngắn,…), loại nội dung cảm hứng (bi kịch, hài kịch, thơ trào phúng, thơ ca ngợi,…).

Một số nhà nghiên cứu còn đề xuất cách chia thể theo loại đề tài, chủ đề, chẳng hạn : thơ tình, thơ điền viên, truyện lịch sử, truyện tâm lí xã hội, truyện phong tục,… Điều này cho thấy thể loại văn học là sự thống nhất giữa một loại nội dung và một dạng hình thức văn bản và phương thức chiếm lĩnh đời sống. Các thể loại văn học “là một phạm trù lịch sử. Nó chỉ xuất hiện vào một giai đoạn phát triển nhất định của văn học và sau đó biến đổi và được thay thế.” (D. Li-kha-chốp), vì vậy khi tiếp cận với các thể loại văn học cần tính đến thời đại lịch sử của văn học và những biến đổi, thay thế của chúng.

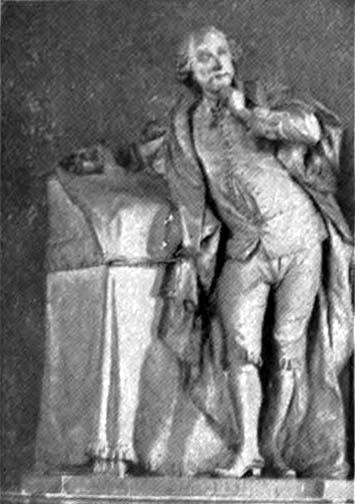
Bức tượng của William Shakespeare

Cũng như có nhiều loại tranh khác nhau: phong cảnh, tĩnh vật, chân dung; có nhiều loại tác phẩm văn học khác nhau. Những loại này có xu hướng chia sẻ đặc điểm cụ thể. Thể loại mô tả những tác phẩm chia sẻ quy ước cụ thể.
Thể loại thường được chia thành các tiểu thể. Văn học được chia thành ba hình thức cổ điển của Hy Lạp cổ đại, thơ ca, kịch và văn xuôi. Thơ sau đó có thể được chia thành các thể loại trữ tình, sử thi và kịch thơ. Lời bài hát bao gồm tất cả các hình thức thơ ngắn hơn, ví dụ, bài hát, ode, ballad, elegy, sonnet. Thơ kịch có thể bao gồm hài kịch, bi kịch, melodrama và hỗn hợp như bi hài kịch.
Sự phân chia tiêu chuẩn của kịch thành bi kịch và hài kịch xuất phát từ kịch Hy Lạp. Việc phân tích cú pháp này thành các tiểu thể có thể tiếp tục: hài kịch có các tiểu thể riêng của nó, ví dụ, hài kịch về cách cư xử, hài tình cảm, hài kịch khôi hài và hài kịch châm biếm.
Thông thường, các tiêu chí được sử dụng để phân chia các tác phẩm thành các thể loại không nhất quán và có thể thay đổi liên tục và là đối tượng của tranh luận, thay đổi và thách thức của cả tác giả và nhà phê bình. Tuy nhiên, ngay cả một thuật ngữ rất lỏng lẻo như tiểu thuyết ("văn học được tạo ra từ trí tưởng tượng, không được trình bày như thực tế, mặc dù nó có thể dựa trên một câu chuyện hoặc tình huống có thật") không được áp dụng phổ biến cho tất cả các văn học giả tưởng, nhưng thay vào đó thường bị hạn chế việc sử dụng cho tiểu thuyết, truyện ngắn và tiểu thuyết, nhưng không phải truyện ngụ ngôn, và cũng thường là một văn bản văn xuôi.
Tiểu thuyết hư cấu kéo dài những câu chuyện bao gồm một lượng đáng kể phi hư cấu. Nó có thể là kể lại một câu chuyện có thật chỉ với những cái tên được thay đổi. Một cách khác, bán hư cấu cũng có thể liên quan đến các sự kiện hư cấu với một nhân vật nửa hư cấu, chẳng hạn như Jerry Seinfeld.
Thể loại có thể dễ dàng bị nhầm lẫn với các kỹ thuật văn học, nhưng, mặc dù chỉ được xác định một cách lỏng lẻo, chúng không giống nhau; ví dụ là nhại lại, câu chuyện khung, tác phẩm viết hạn chế, dòng ý thức.